# Osne-le-Val
Osne-le-Val és un municipi francès situat al departament de l'Alt Marne i a la regió del Gran Est. L'any 2007 tenia 282 habitants.

## Demografia

### Població
El 2007 la població de fet d'Osne-le-Val era de 282 persones. Hi havia 132 famílies de les quals 48 eren unipersonals (32 homes vivint sols i 16 dones vivint soles), 40 parelles sense fills, 32 parelles amb fills i 12 famílies monoparentals amb fills.
La població ha evolucionat segons el següent gràfic:
Habitants censats

### Habitatges
El 2007 hi havia 174 habitatges, 132 eren l'habitatge principal de la família, 33 eren segones residències i 9 estaven desocupats. 158 eren cases i 16 eren apartaments. Dels 132 habitatges principals, 97 estaven ocupats pels seus propietaris, 23 estaven llogats i ocupats pels llogaters i 12 estaven cedits a títol gratuït; 14 tenien dues cambres, 28 en tenien tres, 41 en tenien quatre i 48 en tenien cinc o més. 95 habitatges disposaven pel capbaix d'una plaça de pàrquing. A 57 habitatges hi havia un automòbil i a 44 n'hi havia dos o més.

### Piràmide de població
La piràmide de població per edats i sexe el 2009 era:
| Homes | Edats   | Dones |
| ----- | ------- | ----- |
| 0     | 95 o +  | 0     |
| 0     | 90 a 94 | 4     |
| 0     | 85 a 89 | 0     |
| 8     | 80 a 84 | 4     |
| 0     | 75 a 79 | 16    |
| 8     | 70 a 74 | 20    |
| 8     | 65 a 69 | 8     |
| 16    | 60 a 64 | 4     |
| 8     | 55 a 59 | 4     |
| 4     | 50 a 54 | 8     |
| 8     | 45 a 49 | 8     |
| 8     | 40 a 44 | 8     |
| 16    | 35 a 39 | 0     |
| 8     | 30 a 34 | 12    |
| 8     | 25 a 29 | 8     |
| 8     | 20 a 24 | 8     |
| 4     | 15 a 19 | 8     |
| 8     | 10 a 14 | 8     |
| 8     | 5 a 9   | 8     |
| 0     | 0 a 4   | 12    |

## Economia
El 2007 la població en edat de treballar era de 175 persones, 108 eren actives i 67 eren inactives. De les 108 persones actives 89 estaven ocupades (55 homes i 34 dones) i 18 estaven aturades (11 homes i 7 dones). De les 67 persones inactives 20 estaven jubilades, 19 estaven estudiant i 28 estaven classificades com a «altres inactius».

### Ingressos
El 2009 a Osne-le-Val hi havia 136 unitats fiscals que integraven 279 persones, la mediana anual d'ingressos fiscals per persona era de 14.480 €.

### Activitats econòmiques
Dels 8 establiments que hi havia el 2007, 3 eren d'empreses de construcció, 2 d'empreses de comerç i reparació d'automòbils, 1 d'una empresa de transport i 2 d'empreses d'hostatgeria i restauració.
Dels 7 establiments de servei als particulars que hi havia el 2009, 2 eren tallers de reparació d'automòbils i de material agrícola, 1 paleta, 1 guixaire pintor, 1 lampisteria i 2 restaurants.
L'any 2000 a Osne-le-Val hi havia 5 explotacions agrícoles.

## Poblacions més properes
El següent diagrama mostra les poblacions més properes.